# Volta a Espanha de 2014
A 69ª edição da Vuelta a España, realizada entre 23 de agosto e 14 de setembro de 2014,  transcorreu em 21 etapas. A prova iniciou-se em Jerez de la Frontera, extremo-sul espanhol com um contrarrelógio por equipes(CRE), e teve em Santiago de Compostela seu destino final.
A corrida contou com um total de 3.239 quilómetros (2.012 milhas) e das 21 etapas que compoêm a Volta a Espanha de 2014, 5 etapas são planas, 13 são de montanha média e alta, uma de contrarrelógio por equipe e duas de contrarrelógio individual, uma das três provas de ciclismo mais importantes do mundo.

## Notícias
- Sir Bradley Wiggins anunciou que pretende participar da 69ª Edição da Vuelta. Ao contrário de outros anos, nos quais optou pelas provas italiana e francesa, abrindo mão da versão espanhola; Wiggins decidiu incluir a prova em sua agenda para 2014.[7]
- O americano Chris Horner anunciou, um dia antes do início da Vuelta, que não iria mais participar do evento. Tratando-se de uma bronquite desde o Tour de France, Horner foi aconselhado pelos médicos a poupar-se para focar na recuperação. Foi substituído pelo italiano Valerio Conti.[8]
- O colombiano Nairo Quintana abandonou a Vuelta, em sua 11ª etapa. Tendo escapado ileso de um tombo na etapa anterior, Quintana envolveu-se num novo acidente, no dia seguinte. Teve fraturas e necessitou de cirurgia.[9]
- O único brasileiro participante da Vuelta, Murilo Fischer, abandou a prova na 13ª etapa. A decisão foi baseada no tombo sofrido pelo ciclista, na etapa anterior, que o deixou com dores na região lombar.[10]
- O italiano Gianluca Brambila e o russo Ivan Rovny foram expulsos da Vuelta em sua 16ª etapa. Os ciclistas envolveram-se numa briga que terminou em agressões. A direção da prova optou por expulsa-los.[11]
- O colombiano Rigoberto Uran abandonou a Vuelta, antes da largada da 17ª etapa. O ciclista contraiu bronquite asmática.[12]
- Dario Cataldo sofreu uma forte queda na 19ª etapa. Apesar dos ferimentos, não houve consequências mais sérias. Após avaliação médica, foi constatado que não houve nenhuma fratura. A queda não tirou o ciclista da prova, embora tenha causado perda de posições.[13]
- Chris Froome foi atingido por um objeto, arremessado por um espectador, na penultima etapa da Vuelta. O britânico não se feriu. Acabou cruzando a linha de chegada em segundo lugar, atrás do espanhol Alberto Contador.[14]

## Equipes
As 19 equipes do UCI World Tour participam automaticamente da prova, e foram unidas por outras 3 equipes Pro Continentais, totalizando 22 equipes.
| - (ALM) Ag2r-La Mondiale - (ARG) Giant-Shimano - (AST) Astana - (BEL) Belkin Pro Cycling - (BMC) BMC Racing Team - (CAN) Garmin-Sharp - (CJR) Caja Rural-Seguros RGA † | - (COF) Cofidis † - (EUS) Banco Santander - (FDJ) FDJ.fr - (GRS) Garmin-Sharp - (KAT) Team Katusha - (LAM) Lampre-Merida - (LTB) Lotto-Belisol - (MOV) Movistar Team | - (OPQ) Omega Pharma-Quick Step - (OGE) Orica-GreenEDGE - (RLT) Trek Factory Racing - (MTN) MTN Qhubeka † - (TST) Team Saxo Bank - (SKY) Team Sky - (IAM) IAM Cycling |

†: Equipes Pró-Continentais, convidadas.

## Etapas
A disposição das etapas:
| Etapa | Data           | Percurso                                          | Distância           | Tipo                  | Tipo       | Vencedor             |          |
| ----- | -------------- | ------------------------------------------------- | ------------------- | --------------------- | ---------- | -------------------- | -------- |
| 1     | 23 de Agosto   | Jerez de la Frontera – Jerez de la Frontera       | 12,6 km (7,8 mi)    | Team Time Trial       | CRE        | Movistar Team        |          |
| 2     | 24 de Agosto   | Algeciras – San Fernando                          | 174,4 km (108,4 mi) |                       | Plano      | Nacer Bouhanni       |          |
| 3     | 25 de Agosto   | Cádis – Arcos de la Frontera                      | 188,0 km (116,8 mi) |                       | Acidentado | Michael Matthews     |          |
| 4     | 26 de Agosto   | Mairena del Alcor – Córdoba                       | 172,6 km (107,2 mi) |                       | Acidentado | John Degenkolb       |          |
| 5     | 27 de Agosto   | Priego de Córdoba – Ronda                         | 182,3 km (113,3 mi) |                       | Plano      | John Degenkolb       |          |
| 6     | 28 de Agosto   | Benalmádena – La Zubia                            | 157,7 km (98,0 mi)  |                       | Montanha   | Alejandro Valverde   |          |
| 7     | 29 de Agosto   | Alhendín – Alcaudete                              | 165,4 km (102,8 mi) |                       | Acidentado | Alessandro De Marchi |          |
| 8     | 30 de Agosto   | Baeza – Albacete                                  | 207,4 km (128,9 mi) |                       | Plano      | Nacer Bouhanni       |          |
| 9     | 31 de Agosto   | Carboneras de Guadazaón – Aramón Valdelinares     | 174,3 km (108,3 mi) |                       | Montanha   | Winner Anacona       |          |
|       | 1º de Setembro | DESCANSO                                          | DESCANSO            | DESCANSO              | DESCANSO   | DESCANSO             | DESCANSO |
| 10    | 2 de Setembro  | Real Monasterio de Santa María de Veruela – Borja | 34,5 km (21,4 mi)   | Individual Time Trial | CRI        | Tony Martin          |          |
| 11    | 3 de Setembro  | Pamplona – Santuario de San Miguel de Aralar      | 151,0 km (93,8 mi)  |                       | Montanha   | Fabio Aru            |          |
| 12    | 4 de Setembro  | Logroño – Logroño                                 | 168,0 km (104,4 mi) |                       | Plano      | John Degenkolb       |          |
| 13    | 5 de Setembro  | Belorado – Obregón. Parque de Cabárceno           | 182,0 km (113,1 mi) |                       | Acidentado | Dani Navarro         |          |
| 14    | 6 de Setembro  | Santander – La Camperona. Valle de Sábero         | 199,0 km (123,7 mi) |                       | Montanha   | Ryder Hesjedal       |          |
| 15    | 7 de Setembro  | Oviedo – Lagos de Covadonga                       | 149,0 km (92,6 mi)  |                       | Montanha   | Przemyslaw Niemiec   |          |
| 16    | 8 de Setembro  | San Martín del Rey Aurelio – La Farrapona         | 158,8 km (98,7 mi)  |                       | Montanha   | Alberto Contador     |          |
|       | 9 de Setembro  | DESCANSO                                          | DESCANSO            | DESCANSO              | DESCANSO   | DESCANSO             | DESCANSO |
| 17    | 10 de Setembro | Ortigueira – Coruña                               | 174,0 km (108,1 mi) |                       | Plano      | John Degenkolb       |          |
| 18    | 11 de Setembro | A Estrada – Mont Castrove                         | 173,5 km (107,8 mi) |                       | Montanha   | Fabio Aru            |          |
| 19    | 12 de Setembro | Salvatierra de Miño – Cangas de Morrazo           | 176,5 km (109,7 mi) |                       | Acidentado | Adam Hansen          |          |
| 20    | 13 de Setembro | Santo Estevo de Ribas de Sil – Puerto de Ancares  | 163,8 km (101,8 mi) |                       | Montanha   | Alberto Contador     |          |
| 21    | 14 de Setembro | Santiago de Compostela – Santiago de Compostela   | 10,0 km (6,2 mi)    | Individual Time Trial | CRI        | Adriano Malori       |          |

CRE: Contra-Relógio em Equipes.

CRI: Contra-Relógio Individual.

## Tabela de Classificação
| Etapa               | Vencedor             | Classificação Geral  | Classificação de Pontos | Classificação de Montanha | Classificação Combinada | Classificação por Equipes | Prêmio de Combatividade |
| ------------------- | -------------------- | -------------------- | ----------------------- | ------------------------- | ----------------------- | ------------------------- | ----------------------- |
| 1                   | Movistar Team        | Jonathan Castroviejo | ——                      | ——                        | ——                      | MOV                       | ——                      |
| 2                   | Nacer Bouhanni       | Alejandro Valverde   | Nacer Bouhanni          | Nathan Haas               | Valerio Conti           | MOV                       | Javier Aramendia        |
| 3                   | Michael Matthews     | Michael Matthews     | Nacer Bouhanni          | Lluís Mas                 | Lluís Mas               | BEL                       | Lluís Mas               |
| 4                   | John Degenkolb       | Michael Matthews     | Michael Matthews        | Lluís Mas                 | Valerio Conti           | BEL                       | Amets Txurruka          |
| 5                   | John Degenkolb       | Michael Matthews     | John Degenkolb          | Lluís Mas                 | Sergio Pardilla         | BEL                       | Pim Ligthart            |
| 6                   | Alejandro Valverde   | Alejandro Valverde   | John Degenkolb          | Lluís Mas                 | Alejandro Valverde      | BEL                       | Pim Ligthart            |
| 7                   | Alessandro De Marchi | Alejandro Valverde   | John Degenkolb          | Lluís Mas                 | Alejandro Valverde      | BEL                       | Ryder Hesjedal          |
| 8                   | Nacer Bouhanni       | Alejandro Valverde   | John Degenkolb          | Lluís Mas                 | Alejandro Valverde      | BEL                       | Javier Aramendia        |
| 9                   | Winner Anacona       | Nairo Quintana       | John Degenkolb          | Lluís Mas                 | Alejandro Valverde      | MOV                       | Lluís Mas               |
| 10                  | Tony Martin          | Alberto Contador     | John Degenkolb          | Lluís Mas                 | Alejandro Valverde      | MOV                       | Tony Martin             |
| 11                  | Fabio Aru            | Alberto Contador     | John Degenkolb          | Lluís Mas                 | Alejandro Valverde      | MOV                       | Vasil Kiryienka         |
| 12                  | John Degenkolb       | Alberto Contador     | John Degenkolb          | Lluís Mas                 | Alejandro Valverde      | MOV                       | Matthias Krizek         |
| 13                  | Daniel Navarro       | Alberto Contador     | John Degenkolb          | Lluís Mas                 | Alejandro Valverde      | MOV                       | Luis León Sánchez       |
| 14                  | Ryder Hesjedal       | Alberto Contador     | John Degenkolb          | Luis León Sánchez         | Alejandro Valverde      | MOV                       | Luis León Sánchez       |
| 15                  | Przemysław Niemiec   | Alberto Contador     | John Degenkolb          | Alejandro Valverde        | Alejandro Valverde      | KAT                       | Javier Aramendia        |
| 16                  | Alberto Contador     | Alberto Contador     | John Degenkolb          | Luis León Sánchez         | Alejandro Valverde      | KAT                       | Luis León Sánchez       |
| 17                  | John Degenkolb       | Alberto Contador     | John Degenkolb          | Luis León Sánchez         | Alejandro Valverde      | KAT                       | Bob Jungels             |
| 18                  | Fabio Aru            | Alberto Contador     | John Degenkolb          | Luis León Sánchez         | Alberto Contador        | KAT                       | Luis León Sánchez       |
| 19                  | Adam Hansen          | Alberto Contador     | John Degenkolb          | Luis León Sánchez         | Alberto Contador        | KAT                       | Pim Ligthart            |
| 20                  | Alberto Contador     | Alberto Contador     | John Degenkolb          | Luis León Sánchez         | Alberto Contador        | KAT                       | Jérôme Coppel           |
| 21                  | Adriano Malori       | Alberto Contador     | John Degenkolb          | Luis León Sánchez         | Alberto Contador        | KAT                       | Adriano Malori          |
| Classificação Final | Classificação Final  | Alberto Contador     | John Degenkolb          | Luis León Sánchez         | Alberto Contador        | KAT                       | Chris Froome            |